# Ragtime (Stravinskij)
Il Ragtime per undici strumenti è una composizione di Igor' Fëdorovič Stravinskij scritta fra il 1917 e il 1918.

## Storia
Il direttore d'orchestra Ernest Ansermet portò dal suo viaggio negli Stati Uniti del 1916 alcuni spartiti di musica jazz che fece leggere a Stravinskij. Il compositore, che già aveva provato interesse per questa nuova musica che si stava diffondendo in Europa proprio in quegli anni, ne fu subito affascinato e si fece mandare altre partiture da oltre oceano. Fu così che Stravinskij conobbe il Ragtime, parola ancora sconosciuta in Europa, e il suo nuovo ritmo sincopato ; egli decise di dare a questa nuova espressione musicale popolaresca l'importanza che si dava a un brano da concerto scrivendo il suo Ragtime per undici strumenti. Stravinskij iniziò l'opera a Morges in Svizzera già dal 1917, ma quasi tutta la composizione venne scritta nel mese di ottobre del 1918 e terminata il mattino del 10 novembre, il giorno dell'armistizio.
Un'anteprima dell'opera, nella versione per pianoforte, fu data a Losanna l'8 novembre 1919, mentre la prima esecuzione ufficiale avvenne a  Londra alla Aeolian Hall il 27 aprile 1920; l'esecuzione fu affidata al Philharmonic Quartet integrato da elementi dell'orchestra da camera, diretti da Arthur Bliss.

## Analisi
Stravinskij era rimasto affascinato dalla musica jazz, oltre che per il ritmo inusuale, per l'utilizzazione sistematica dei singoli strumenti in virtù del loro timbro. Questo interesse influenzò non poco le opere del musicista; egli si allontanò dal materiale folclorico che tanta parte aveva avuto nel suo lavoro fino ad allora per indirizzarsi sempre più verso Occidente. Il Ragtime ha un unico movimento e anche un unico tempo, ♩ = 160, per tutta la durata del brano. La struttura dell'opera sembrerebbe richiamare quella del Concerto grosso con un'alternanza di elementi solisti con il tutti dell'orchestra; ma è la stessa tecnica strumentale delle band di jazz a caratterizzare infatti l'alternanza degli strumenti: il primo a solo è del cimbalom che è anche lo strumento che sottolinea la base di tutto il pezzo; segue l'assolo del violino, quindi del flauto con il clarinetto, poi la cornetta che delinea un breve passaggio melodico. Al trombone è affidato un glissando mentre gli altri archi sono usati per affiancare le percussioni.

## Organico
Flauto, clarinetto, corno, cornetta, trombone, basso tuba, grancassa, due rullanti, piatti, cimbalom, due violini, viola, contrabasso.